# Dmitriukow (chutor)
Dmitriukow (ros. Дмитрюков) – chutor w zachodniej Rosji, w sielsowiecie machnowskim rejonu sudżańskiego w obwodzie kurskim.

## Geografia
Miejscowość położona jest nad rzeką Smierdica, 11 km od granicy z Ukrainą, 1 km od centrum administracyjnego sielsowietu machnowskiego (Machnowka), 3,5 km od centrum administracyjnego rejonu (Sudża), 87 km od Kurska.
W granicach miejscowości znajdują się ulice: Wierchniaja, Zawodskaja.

## Demografia
W 2010 r. miejscowość zamieszkiwały 64 osoby.